# Giovanni Battista Casti
L'abate Giovanni Battista Casti, noto anche come Giambattista o  Giovan Battista (Acquapendente, 29 agosto 1724 – Parigi, 5 febbraio 1803) è stato un poeta e librettista italiano.

## Biografia
Studiò al seminario di Montefiascone, dove nel 1747 fu ordinato sacerdote. Nel 1752 il pontefice Benedetto XIV gli affidò la cattedra d'umanità presso lo stesso seminario. Nel 1762 si stabilì a Roma; qui fu accolto nell'Accademia dell'Arcadia con il nome di Niceste Abideno. Sempre a Roma, Casti pubblicò la silloge I tre giuli, una raccolta di 200 sonetti in endecasillabi tronchi che riproponeva le lamentele di un creditore. L'opera incontrò il gusto della società romana, che ne apprezzò la carica ironica e parodica. Nell'autunno del 1765 si spostò a Firenze, dove pochi mesi prima era asceso al trono granducale Pietro Leopoldo (il futuro imperatore Leopoldo II). Il 15 dicembre 1769 fu nominato poeta di corte, in virtù delle sue Poesie liriche che riscossero grande successo nei salotti fiorentini.
In quegli anni soggiornava a Firenze anche il conte Franz Xaver Orsini-Rosenberg, che l'imperatrice Maria Teresa aveva voluto vicino al suo secondogenito.  Quando Rosenberg fu richiamato a Vienna nel 1772, Casti si pose al suo seguito con l'assenso del Granduca.
In Austria, però, le ambizioni letterarie di Casti subirono uno scacco; egli si trovò costretto a seguire i suoi protettori – dapprima lo stesso Rosenberg, poi Joseph Kaunitz, figlio del principe Wenzel Anton – nelle loro missioni diplomatiche presso le corti europee. 
Al seguito di Kaunitz, tra il 1772 e il 1776, Casti fu a Berlino, Stoccolma e Copenaghen. Nel maggio del 1776 l'abate raggiunse una prima volta Pietroburgo; vi soggiornò lungamente, dopo questa breve tappa, dal giugno del 1777 alla primavera-estate del 1779. Le frequentazioni e le concrete esperienze condotte alla corte di Caterina II offrirono a Casti il destro per il Poema tartaro, una sferzante satira in ottave contro la Zarina.

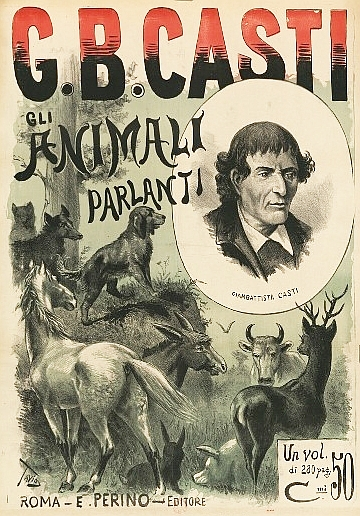
Ritratto di Giovanni Battista Casti all'interno di un poster per l'edizione del 1890 de Gli animali parlanti, opera del medesimo

Tornato nella capitale austriaca, dopo un'ultima missione in Spagna e Portogallo, dal 1784 iniziò ad occuparsi intensamente dell'attività librettistica: per Giovanni Paisiello (per il quale aveva già scritto un libretto durante la sua permanenza in Russia) produsse il libretto Il re Teodoro in Venezia, opera che andò scena nel maggio del 1784 al Burgtheater di Vienna, la quale riscosse un ampio successo. L'anno successivo per Antonio Salieri scrisse La grotta di Trofonio, dramma giocoso che il compositore mise in scena in ottobre. Nonostante la elevata abilità poetica e i successi ottenuti come librettista non riuscì ad ottenere il posto di poeta cesareo della Corte Imperiale Austriaca (lasciato vacante dalla morte di Pietro Metastasio avvenuta nel 1782). 
Lasciò dunque Vienna, solo dopo aver prodotto per Salieri la satira Prima la musica e poi le parole.
Negli anni successivi viaggiò molto in Italia e nel 1788 fu a Costantinopoli. Verso la fine del 1791 si mise in viaggio nuovamente per Vienna, giacché era diventato imperatore il suo vecchio datore lavoro e protettore, il granduca Leopoldo, il quale voleva nominarlo poeta cesareo. Però giunse troppo tardi: il 1º marzo 1792 l'imperatore morì prematuramente e gli succedette il figlio, Francesco I, il quale lo elevò comunque all'ambita carica con uno stipendio annuo di 2 000 fiorini.
Nel 1798 decise di recarsi a Parigi, per pubblicare alcuni suoi lavori, e lì si spense tra il 6 e il 7 febbraio 1803. È proprio a Parigi che appare, lui vivente, la prima edizione del suo poema più famoso: Gli animali parlanti, in sestine, diviso in 26 canti, che tanta influenza ebbe sull'ultima opera di Giacomo Leopardi: i Paralipomeni della Batracomiomachia.

## Libretti
- Lo sposo burlato (opera buffa; musicato da Giovanni Paisiello, 1778)
- La finta amante (opera comica; musicato da Giovanni Paisiello, 1780)
- Il re Teodoro in Venezia (dramma eroicomico; musicato da Giovanni Paisiello, 1784)
- La grotta di Trofonio (dramma giocoso; musicato da Antonio Salieri, 1785)
- Prima la musica e poi le parole (divertimento teatrale; musicato da Antonio Salieri, 1786, e Giovanni Paisiello)
- Il re Teodoro in Corsica (dramma; musicato nel 1786-7)
- Cublai, gran Kan de' tartari (dramma eroicomico, basato sul poema Il poema tartaro di Giovanni Battista Casti; musicato da Antonio Salieri, 1788)
- Venere e Adone (cantata; musicato da Joseph Weigl, 1791)
- Catilina (dramma tragicomico, basato su Rome sauvé di Voltaire; musicato da Antonio Salieri, 1792)
- Li dormienti (dramma; musicato prima del 1796)
- Orlando furioso (dramma eroicomico; musicato prima del 1796)
- Rosamonda (Rosmunda) (dramma; prima del 1796)
- Bertoldo (dramma)

## Opere
- I tre giuli (raccolta di sonetti satirici, 1762)
- Poesie liriche (1769)
- Il poema tartaro (poema eroicomico, 1783)
- Gli animali parlanti (poema eroicomico, 1802)
- Novelle galanti (racconti in ottava, postume, 1804)

## Curiosità
Giovanni Battista Casti è il protagonista del romanzo storico di Pierluigi Panza, Italiani all'opera, uscito nel 2005, che narra della sua rivalità con Da Ponte.